# Kanton Nidwalden
Koordinaten: 46° 57′ N, 8° 24′ O; CH1903: 673185 / 200327
Nidwalden (Kürzel NW, in einheimischer Mundart Nidwoudä, Nidwaldä, französisch Nidwald, italienisch Nidvaldo, rätoromanisch Sutsilvaniaⓘ) ist ein deutschsprachiger Kanton der Schweiz, der zur Grossregion Zentralschweiz (Innerschweiz) zählt. Der Hauptort und zugleich einwohnerstärkste Ort ist Stans.
Nid- und Obwalden bilden zusammen Unterwalden, einen der drei Urkantone der Schweizerischen Eidgenossenschaft, woher die ältere Bezeichnung Unterwalden nid dem Wald rührt. Der im Kantonsnamen angesprochene Wald ist der Kernwald nördlich von Kerns.

## Geographie
Höchste Erhebung des Kantons ist das Rotstöckli mit 2901 m ü. M., das orografisch zu den Urner Alpen gehört. Die grössten Teile des Kantons gehören aber zu den Unterwaldner Voralpen, einem Teil der Zentralschweizer Voralpen. Der tiefste Punkt mit 434 m ü. M. ist der Seespiegel des Vierwaldstättersees.
Nidwalden befindet sich im Zentrum der Schweiz. Im Norden ist der Binnenkanton durch den Vierwaldstättersee begrenzt, in allen anderen Richtungen durch Bergketten. Angrenzende Nachbarkantone sind Luzern, Obwalden, Uri, Schwyz und Bern. Der Kanton umfasst elf politische Gemeinden.

## Bevölkerung
Die Einwohner des Kantons werden Nidwaldner genannt. Per 31. Dezember 2023 betrug die Einwohnerzahl des Kantons Nidwalden 45'016. Die Bevölkerungsdichte liegt mit 163 Einwohnern pro Quadratkilometer unter dem Schweizer Durchschnitt (217 Einwohner pro Quadratkilometer). Der Ausländeranteil (gemeldete Einwohner ohne Schweizer Bürgerrecht) bezifferte sich am 31. Dezember 2023 auf 17,3 Prozent, während landesweit 27,0 Prozent Ausländer registriert waren. Die Arbeitslosenquote betrug per 30. Mai 2025 1,1 Prozent gegenüber 2,8 Prozent auf eidgenössischer Ebene.
Bevölkerungsentwicklung von Nidwalden seit 1799 Quelle: Volkszählungen (1850–2000 Eidgenössische), Bundesamt für Statistik (seit 2010)

### Sprachen
Amtssprache im Kanton Nidwalden ist Deutsch. 2017 gaben 92,1 Prozent der Bevölkerung Deutsch bzw. Schweizerdeutsch als Hauptsprache an.
Die Nidwaldner Mundart ist höchstalemannisch. Ortsdialektale Unterschiede lassen sich etwa am Zahlwort «fünf» demonstrieren: fiif [fiːf] sagt man in Hergiswil, fììf [fɪːf] in Stans und feyf [feɪ̯f] in Wolfenschiessen. Da die unteren Teile des Kantons heute im Einzugsgebiet Luzerns liegen, stehen die herkömmlichen Ortsdialekte allerdings unter dem Druck des Luzerndeutschen.

### Religionen – Konfessionen
Der Kanton Nidwalden ist ein mehrheitlich katholischer Kanton. Bei einer Gesamtbevölkerung von 43'223 waren im Jahr 2018 28'363 Einwohner (65,6 %) römisch-katholisch. 4'336 Einwohner (10,0 %) waren evangelisch-reformiert. Die katholischen Kirchgemeinden gehören zum Bistum Chur, die reformierten zur Evangelisch-Reformierten Kirche Nidwalden.
Abgesehen von den beiden Landeskirchen (römisch-katholische und evangelisch-reformierte Kirche) liegen seit der Volkszählung 2000 keine Zahlen zur Religionsgzugehörigkeit der Gesamtbevölkerung im Kanton mehr vor. Das Bundesamt für Statistik führt jedoch Stichprobenerhebungen durch, bei welchen auch andere Religionsgemeinschaften im Kanton Nidwalden erfasst werden. Bei der bisher letzten Stichprobenerhebung gab rund ein Viertel der befragten Personen ab 15 Jahren im Kanton Nidwalden an, keiner Landeskirche anzugehören. Zudem unterscheidet sich gemäss der Erhebung das Religionsbekenntnis der Bevölkerung zum Teil deutlich, werden die Staatsangehörigkeit und Herkunft der Befragten berücksichtigt:
| Religion                         | Total der Befragten | Schweizer Staats- angehörigkeit | Schweizer ohne Migrations- hintergrund | Schweizer mit Migrations- hintergrund |
| -------------------------------- | ------------------- | ------------------------------- | -------------------------------------- | ------------------------------------- |
| Christentum                      | 72                  | 78                              | 80                                     | 56                                    |
| – römisch-katholisch             | 59                  | 65                              | 69                                     | 37                                    |
| – evangelisch-reformiert         | 10                  | 11                              | 11                                     | 10                                    |
| – andere christliche Konfession  | 03                  | 02                              | 01                                     | 09                                    |
| andere Religionen                | 04                  | 01                              | 01                                     | 11                                    |
| – islamisch                      | 03                  | 01                              | 0                                      | 11                                    |
| – übrige Religionsgemeinschaften | 01                  | 0                               | 01                                     | 0                                     |
| konfessionslos                   | 24                  | 20                              | 19                                     | 30                                    |
| übrige/keine Angabe              | 01                  | 01                              | 0                                      | 03                                    |

## Politik
Im Unterschied zur alten Bundesverfassung, in der Nidwalden als «Halbkanton» aufgezählt war, wird Nidwalden in der Bundesverfassung vom 18. April 1999 als «Kanton» aufgeführt. Es gilt der Grundsatz der rechtlichen Gleichstellung der Kantone. Allerdings existieren zwei Einschränkungen zum Gleichheitsprinzip: Den Kantonen Basel-Stadt, Basel-Landschaft, Appenzell Innerrhoden, Appenzell Ausserrhoden, Obwalden und Nidwalden kommen bei der Vertretung im Ständerat sowie bei der Ermittlung des Ständemehrs beim obligatorischen Referendum lediglich das halbe Gewicht zu.

### Verfassung
Die Verfassung des Kantons Nidwalden (bis 2010: Verfassung des Kantons Unterwalden nid dem Wald) wurde 1965 erlassen und seither mehrfach geändert.

### Direktdemokratische Volksrechte
Erlass und Änderung der Verfassung, sodann Gesetzeserlasse und -änderungen, soweit ein «Gegenantrag» aus der «Aktivbürgerschaft» vorliegt, und Ausgabenbeschlüsse über einmalige Ausgaben von mehr als 5 Millionen Schweizer Franken bzw. jährlich wiederkehrende Ausgaben von mehr als 500'000 Franken unterliegen zwingend der Volksabstimmung (obligatorisches Referendum).
Die übrigen Gesetzeserlasse und -änderungen, die interkantonalen Verträge, Ausgabenbeschlüsse über einmalige Ausgaben von mehr als 250'000 Franken bzw. jährlich wiederkehrende Ausgaben von mehr als 50'000 Franken sowie die Festlegung des Steuerfusses unterliegen der Volksabstimmung, wenn es von 250 Aktivbürgern verlangt oder vom Landrat beschlossen wird (fakultatives Referendum).
Die Aktivbürgerschaft kann selbst Verfassungs- und Gesetzesänderungen vorschlagen, wenn 250 Aktivbürger einen dahingehenden Vorschlag («Antrag») unterstützen. Für eine Teilrevision der Verfassung braucht es die Unterstützung von 500, für die Totalrevision der Verfassung diejenige von 1000 Aktivbürgern (Volksinitiative).
Die traditionelle Landsgemeinde und mit ihr das obligatorische Gesetzesreferendum wurden 1996 abgeschafft.

### Legislative – Landrat
Gesetzgebendes Organ (Legislative) ist das Landrat genannte Kantonsparlament. Der Landrat umfasst 60 Sitze und wird nach dem Proporzwahlverfahren auf eine Legislaturperiode von vier Jahren gewählt. Die Sitzzuteilung erfolgt seit 2014 nach dem System des doppeltproportionalen Zuteilungsverfahrens (Doppelproporz).
Die letzten Wahlen in den Landrat fanden am 13. März 2022 statt. Die FDP.Die Liberalen mit 16 Sitzen und die Schweizerische Volkspartei (SVP) mit 15 Sitzen bilden zusammen eine rechtsbürgerliche Mehrheit. Die dritte grosse bürgerliche Partei ist Die Mitte mit ebenfalls 15 Sitzen. Wichtigste linke Kraft sind die Grünen Nidwalden (GN) mit sieben Sitzen. Die Grünliberalen und die Sozialdemokratische Partei (SP)/Juso haben fünf bzw. zwei Sitze.
Ergebnisse der Wahlen 2002 bis 2022:
| Partei | Partei                                                       | 2002  | 2002    | 2006  | 2006    | 2010  | 2010    | 2014  | 2014    | 2018  | 2018    | 2022  | 2022    | Sitzverteilung 2022                                                         |
| Partei | Partei                                                       | Sitze | Prozent | Sitze | Prozent | Sitze | Prozent | Sitze | Prozent | Sitze | Prozent | Sitze | Prozent | Sitzverteilung 2022                                                         |
| ------ | ------------------------------------------------------------ | ----- | ------- | ----- | ------- | ----- | ------- | ----- | ------- | ----- | ------- | ----- | ------- | --------------------------------------------------------------------------- |
|        | FDP.Die Liberalen (FDP)                                      | 19    | 31,9    | 18    | 29,9    | 17    | 27,8    | 15    | 24,2    | 17    | 28,0    | 16    | 26,3    | Insgesamt 60 Sitze - GN: 7 - SP: 2 - GLP: 5 - Mitte: 15 - FDP: 16 - SVP: 15 |
|        | Die Mitte (bis 2021 CVP)                                     | 24    | 33,5    | 23    | 30,9    | 18    | 31,1    | 17    | 29,1    | 16    | 26,7    | 15    | 25,9    | Insgesamt 60 Sitze - GN: 7 - SP: 2 - GLP: 5 - Mitte: 15 - FDP: 16 - SVP: 15 |
|        | Schweizerische Volkspartei (SVP)                             | 07    | 13,6    | 10    | 19,4    | 19    | 26,6    | 17    | 29,1    | 15    | 25,9    | 15    | 24,3    | Insgesamt 60 Sitze - GN: 7 - SP: 2 - GLP: 5 - Mitte: 15 - FDP: 16 - SVP: 15 |
|        | Grüne Nidwalden (GN, bis 2009 Demokratisches Nidwalden (DN)) | 07    | 19,7    | 05    | 13,1    | 05    | 11,9    | 08    | 12,8    | 08    | 13,4    | 7     | 11,2    | Insgesamt 60 Sitze - GN: 7 - SP: 2 - GLP: 5 - Mitte: 15 - FDP: 16 - SVP: 15 |
|        | Grünliberale Partei (GLP)                                    | 0–    | 0–      | 0–    | 0–      | 0–    | 0–      | 0–    | 0–      | 0–    | 0–      | 5     | 08,0    | Insgesamt 60 Sitze - GN: 7 - SP: 2 - GLP: 5 - Mitte: 15 - FDP: 16 - SVP: 15 |
|        | Sozialdemokratische Partei und Juso (SP/Juso)                | 02    | →GN     | 01    | 3,7     | 01    | 2,1     | 03    | 4,8     | 03    | 04,5    | 2     | 03,0    | Insgesamt 60 Sitze - GN: 7 - SP: 2 - GLP: 5 - Mitte: 15 - FDP: 16 - SVP: 15 |
|        | Parteilos (Pierre Nemitz)                                    | 0–    | 0–      | 0–    | 0–      | 0–    | 0–      | 0–    | 0–      | 01    | 01,5    | 0     | 00,8    | Insgesamt 60 Sitze - GN: 7 - SP: 2 - GLP: 5 - Mitte: 15 - FDP: 16 - SVP: 15 |
|        | Freie Liste Nidwalden (FLN)                                  | 0–    | 0–      | 02    | 02,4    | 0–    | 0–      | 0–    | 0–      | 0–    | 0–      | 0–    | 0–      | Insgesamt 60 Sitze - GN: 7 - SP: 2 - GLP: 5 - Mitte: 15 - FDP: 16 - SVP: 15 |
|        | Parteilose Liste Dallenwil (PLD)                             | 01    | 01,3    | 01    | 00,7    | 0–    | 0–      | 0–    | 0–      | 0–    | 0–      | 0–    | 0–      | Insgesamt 60 Sitze - GN: 7 - SP: 2 - GLP: 5 - Mitte: 15 - FDP: 16 - SVP: 15 |

Der gewählte Vertreter der PLD hatte sich seinerzeit der SVP-Fraktion angeschlossen. Die SP und das DN unterstützten sich gegenseitig. Dies führte 2006 zu einer gemeinsamen Liste in zwei Gemeinden (Freie Liste). Das Demokratische Nidwalden gehört zur Grünen Partei der Schweiz und änderte per 1. Januar 2009 den Namen in Grüne Nidwalden. Seit 2010 treten Grüne und SP wieder getrennt an, zuletzt ist die SP zusammen mit der Juso angetreten.

### Exekutive – Regierungsrat
Ausführendes Organ (Exekutive) ist der Regierungsrat; er besteht aus sieben Personen. Der Regierungsrat wird auf vier Jahre im Majorzwahlverfahren gewählt. Der Vorsitzende des Gremiums heisst Landammann, in der weiblichen Form Frau Landammann, der Vizepräsident Landesstatthalter. Beide werden für ein Jahr gewählt.
Die letzten Wahlen fanden am 13. März 2022 statt. Die Nidwaldner Regierung setzt sich für die Amtszeit von 2022 bis 2026 aus drei Vertretern der Mitte, zwei Vertretern der SVP und je einem Vertreter der FDP und der GLP zusammen.
| Regierungsrat          | Funktion               | Partei | Direktion                            |
| ---------------------- | ---------------------- | ------ | ------------------------------------ |
| Othmar Filliger        | Landammann A1          | Mitte  | Volkswirtschaftsdirektion            |
| Karin Kayser-Frutschi  | Landesstatthalterin A1 | Mitte  | Justiz- und Sicherheitsdirektion     |
| Res Schmid             | Mitglied               | SVP    | Bildungsdirektion                    |
| Joe Christen           | Mitglied               | FDP    | Landwirtschafts- und Umweltdirektion |
| Michèle Blöchliger     | Mitglied               | SVP    | Finanzdirektion                      |
| Therese Rotzer-Mathyer | Mitglied               | Mitte  | Baudirektion                         |
| Peter Truttmann        | Mitglied               | GLP    | Gesundheits- und Sozialdirektion     |

Als Landschreiber fungiert Armin Eberli.

### Judikative – Rechtsprechung
Die Zivil- und Strafgerichtsbarkeit wird in erster kantonaler Instanz vom Kantonsgericht, in zweiter kantonaler Instanz vom Obergericht ausgeübt. In den meisten zivilrechtlichen Angelegenheiten geht dem Gerichtsverfahren ein Schlichtungsversuch vor der kantonalen Schlichtungsbehörde voran. Verfassungsgericht ist das Obergericht. Präsidentin des Obergerichts ist seit dem 1. Juli 2019 Livia Zimmermann.
Die Gerichtsbarkeit bei verwaltungs- und sozialversicherungsrechtlichen Streitigkeiten wird durch das Verwaltungsgericht ausgeübt.

### Verwaltungsgliederung

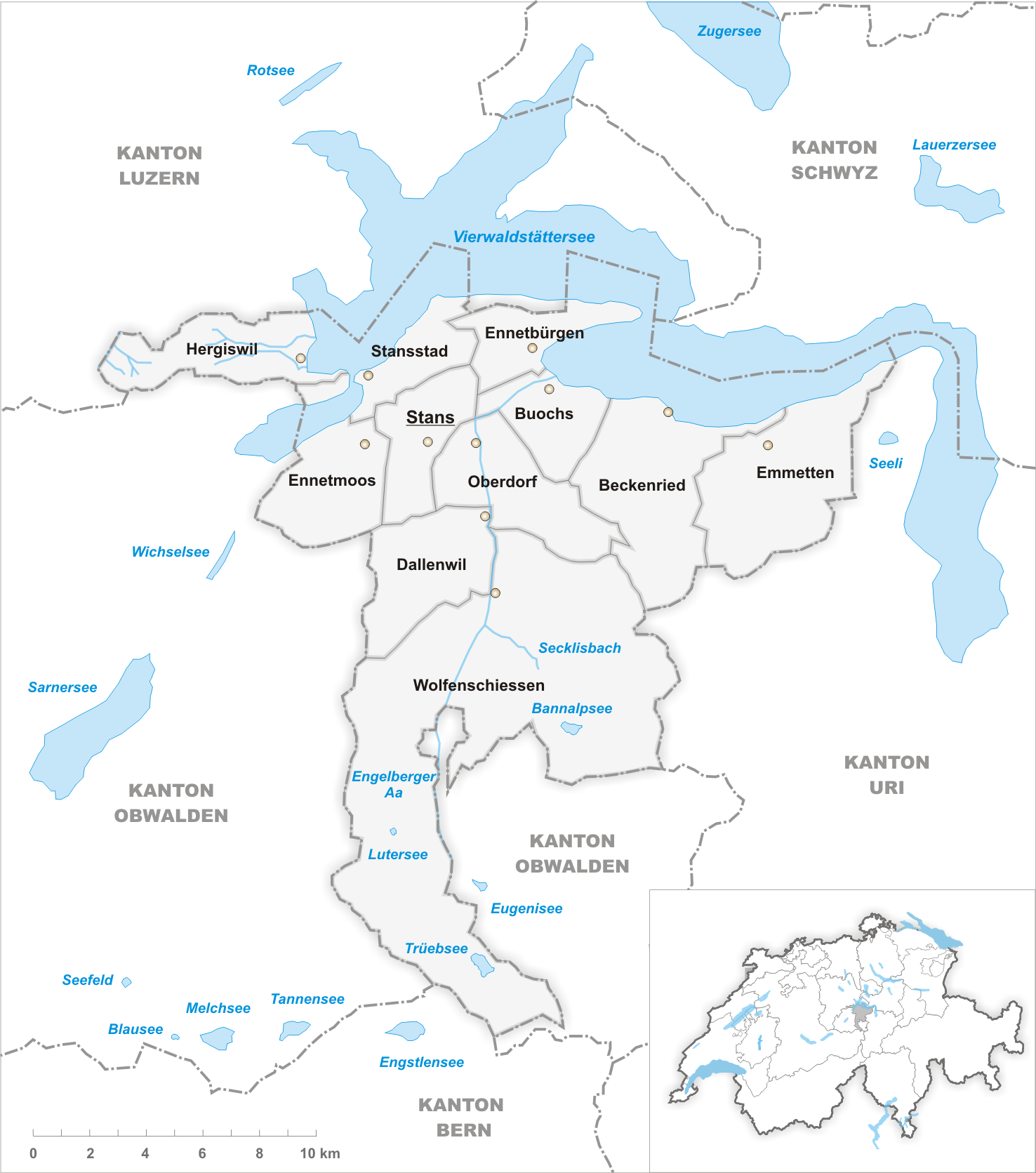
Gemeinden des Kantons Nidwalden

Nachfolgend aufgelistet sind alle elf politischen Gemeinden per 31. Dezember 2023:
| Politische Gemeinde | Einwohner |
| ------------------- | --------- |
| Stans               | 8357      |
| Hergiswil           | 6322      |
| Buochs              | 5475      |
| Ennetbürgen         | 5305      |
| Stansstad           | 4925      |
| Beckenried          | 3691      |
| Oberdorf            | 3068      |
| Ennetmoos           | 2319      |
| Wolfenschiessen     | 2120      |
| Dallenwil           | 1869      |
| Emmetten            | 1655      |

Der Kanton Nidwalden kennt keine Einteilung in Bezirke. Das Bundesamt für Statistik (BFS) führt den gesamten Kanton als einen Bezirk unter der BFS-Nr. 0700.

### Eidgenössische Parlamentarier
Der Kanton Nidwalden stellt je einen National- und Ständerat. Die Nidwaldner Vertretung im Ständerat ist seit 30. November 2015 der FDP-Politiker Hans Wicki. Als Nationalrätin amtiert seit 4. Dezember 2023 Regina Durrer-Knobel (Die Mitte).

## Wirtschaft
2020 betrug das Bruttoinlandprodukt (BIP) 2'867 Millionen Schweizer Franken und damit pro Einwohner 66'209 Schweizer Franken. 2019 wurden 24'606 Beschäftigte im Kanton Nidwalden gezählt, wovon 1'193 auf den primären (Urproduktion), 6'749 auf den sekundären (Industrie) und 16'664 auf den tertiären Sektor (Dienstleistung) entfielen. 4'123 Arbeitsstätten wurden 2019 im Kanton gezählt (davon 450 im primären, 562 im sekundären und 3'129 im tertiären Sektor). Die Arbeitslosenquote belief sich per 30. Juni 2021 auf 1,2 Prozent gegenüber 2,8 Prozent auf eidgenössischer Ebene

### Erster Sektor
Bis ins 20. Jahrhundert war Nidwalden wirtschaftlich von der Landwirtschaft dominiert. Vieh und Käse wurden vor allem nach Norditalien exportiert.
Traditionelle Betriebe in Land- und Forstwirtschaft sind immer noch bedeutsam. Die Landwirtschaft ist auf Viehzucht und Milchprodukte spezialisiert. Die Bauernbetriebe sind noch immer Familienbetriebe. Im Jahr 2022 wurden 22,9 Prozent der landwirtschaftlichen Nutzfläche durch 80 Betriebe biologisch bewirtschaftet.

### Zweiter Sektor
Seit der Mitte des 19. Jahrhunderts begannen Handel, Industrie und Fremdenverkehr an Bedeutung zu gewinnen. Heute haben sich viele kleine und mittelgrosse Unternehmen in Nidwalden etabliert. Der Flugzeughersteller Pilatus Aircraft ist der grösste Arbeitgeber.
Nidwalden liegt in der Mitte der Schweiz, an der Hauptverkehrsachse Nord-Süd und angrenzend an den Vierwaldstättersee. Die Anbindungen an das Strassen- und Schienennetz sowie den regionalen Flugplatz Buochs sind daher entsprechend gut und begünstigen die Aktivitäten national und international orientierter Unternehmungen.

### Dritter Sektor
Die regionalen Banken sind die Nidwaldner Kantonalbank und die Raiffeisenbank Nidwalden in Stans.
Wegen der bergigen Umgebung ist der Tourismus in Nidwalden von grosser Bedeutung. Der Vierwaldstättersee und die Berge ziehen im Sommer wie auch im Winter viele Urlauber an. Die Seegemeinden verfügen über eine Vielzahl von Wassersportmöglichkeiten, und die Voralpen sind mit Bergbahnen gut erschlossen. Die wichtigsten Fremdenverkehrsgebiete sind Klewenalp-Stockhütte, das Stanserhorn, der Titlis, die Bannalp und der Bürgenstock mit dem einzigartigen Felsenweg.

## Verkehr

Busnetz im Kanton Nidwalden

Der Kanton ist verkehrsmässig gut erschlossen. Die A2 führt quer durch den Kanton. In Hergiswil NW zweigt von dieser die A8 in Richtung Brünig ab. Die Strassenlinien Luzern–Engelberg, Luzern–Sarnen–Brünig–Interlaken, Stans–Seelisberg und Stans–Kerns–Sarnen sind die wichtigsten Hauptverkehrsachsen für den regionalen Strassenverkehr. Im Jahr 2023 lag der Motorisierungsgrad (Personenkraftwagen pro 1000 Einwohner) bei 636.
Der Kanton Nidwalden ist gut durch den öffentlichen Verkehr erschlossen, insbesondere durch die Bahnlinie Luzern–Stans–Engelberg der Zentralbahn. Diese zweigt in Hergiswil NW von der ebenfalls zur Zentralbahn gehörenden Linie der Brünigbahn ab. Verschiedene Gemeinden sind ab Stans mit dem Postauto erreichbar.

## Geschichte
Um 1291 gründeten Nidwalden, Uri und Schwyz die Eidgenossenschaft. Zur damaligen Zeit war dies noch kein Staat, aber um das 14. und 15. Jahrhundert etablierten sich die ersten Staatsformen. Dies waren frühe Formen von Landsgemeinden und Gerichten. Im 14. und 15. Jahrhundert trafen sich Abgeordnete von Nidwalden mit solchen von Obwalden, um wichtige Angelegenheiten zu besprechen, jedoch waren die beiden Halbkantone nie eins. Zum Beispiel war Obwalden nicht daran beteiligt, als die Gebiete von Bellinzona, Riviera und Blenio annektiert wurden, die heute ein Teil des Kantons Tessin sind.
Um 1500 gingen viele Nidwaldner als Söldner in fremde Dienste. Einige wanderten später für immer aus, viele ins Elsass. Nachdem Nidwalden die Helvetische Verfassung abgelehnt hatte – die Ideen der Französischen Revolution waren nicht sehr populär in Nidwalden –, wurde Nidwalden am 9. September 1798 von französischen Truppen heimgesucht. Bei diesen Schreckenstagen von Nidwalden wurden zahlreiche Zerstörungen angerichtet, und mindestens 400 Menschen verloren ihr Leben. Nach Napoleons Niederlage im Jahr 1814 wurden viele der Änderungen rückgängig gemacht. Erst im Jahre 1877 führte Nidwalden eine neue Verfassung ein. Die Landsgemeinde wurde 1997 abgeschafft.

## Wappen und Fahne
| Wappen des Kantons Nidwalden | Blasonierung: «In Rot ein silberner (weisser) Doppelschlüssel.» |
| Wappen des Kantons Nidwalden | Wappenbegründung: Der Schlüssel ist das Symbol des heiligen Petrus als Kirchenpatron von Stans. Seine Form als Doppelschlüssel wurde zur Unterscheidung vom Wappen Obwaldens gewählt, das zunächst einen von Rot und Silber geteilten Schild analog zum Banner nutzte, dann aber zusätzlich einen einfachen Schlüssel verwendete. |

## Kultur
Die traditionelle Kultur wird in Nidwalden von vielen kleinen Vereinen am Leben gehalten. Es gibt traditionelle Musik, Jodeln, Tanz, Theater und traditionelle Feste. Aber auch moderne Kultur kommt nicht zu kurz. Konzerte oder Galerien sind weitverbreitet. Die Theatergesellschaft Stans betreibt das Theater an der Mürg Stans. Sie wurde 1824 gegründet und gehört damit zu den ältesten Laienbühnen der Schweiz.
Zwei der bekanntesten Schweizer Filmregisseure stammen aus Nidwalden, Fredi M. Murer und Urs Odermatt, ebenfalls einige der wichtigsten Schweizer Fotografen, nämlich Martin Imboden, Arnold Odermatt und Leonard von Matt.

## Trivia
Das Lied «Zwische See und heeche Bäärge» von Heinrich J. Leuthold (1910–2001) wird auch als «Nidwaldner Hymne» bezeichnet.
Die Nidwaldner Haarschnecke ist nach dem Kanton benannt, da sie 1917 erstmals in einem kleinen Gebiet rund um die Bannalp (Gemeinde Wolfenschiessen) nachgewiesen wurde, das auch heute noch zu ihrem Hauptverbreitungsgebiet gehört.
Die Einwohner Nidwaldens werden scherzhaft auch als Reissäckler bezeichnet. Der Neckname beruht auf dem Reissäcklein (Reisesack), einer kleinen, meist aus grünem Baumwoll- oder Wollstoff bestehenden Tasche, die ein traditioneller Bestandteil der Nidwaldner Tracht ist.